# سوئیست دی‌ایکس۹
سوئیست دی‌ایکس۹ (انگلیسی: Soueast DX9) یک خودروی شاسی‌بلند اندازه متوسط است که توسط سوئیست تولید و عرضه خواهد شد.

## بررسی
تصاویر وزارت صنعت و فناوری اطلاعات چین از سوئیست دی‌ایکس۹ در ژوئن ۲۰۲۰ منتشر شد. بالاتر از سوئیست دی‌ایکس۷، این خودرو شاسی‌بلند پرچمدار سوئیست خواهد بود. این خودرو نخستین خودروی سوئیست خواهد بود که از لوگوی جدید این شرکت بهره می‌برد.

## مشخصات
قلب تپندهٔ این خودرو یک موتور ۱٫۸ لیتری مجهز به توربوشارژر است که قدرتی معادل ۲۴۵ اسب بخار را برای این خودرو به ارمغان می‌آورد.